# Daimler Truck
La Daimler Truck Holding AG (DTAG) è il più grande costruttore mondiale di veicoli commerciali con oltre 36 siti produttivi e oltre 105.000 dipendenti. Nata nel 2021 attraverso la Daimler Truck AG dalla Daimler AG. Dalla cambiamento di nome di Daimler AG divenuta Mercedes-Benz Group AG che detiene ca. 30% delle azioni Daimler Truck Holding AG. Ha sede a Stoccarda e il sito principale a Leinfelden-Echterdingen.

## Azionariato
Dal 21 marzo 2022 è presente nel listino DAX e poi dal 11 febbraio 2022 tolto dal MDAX.
(19 maggio 2025):
| Azionista                   | Percentuale |
| --------------------------- | ----------- |
| Mercedes-Benz Group AG      | 30,01 %     |
| Daimler Pension Trust e.V.  | 5,19 %      |
| Kuwait Investment Authority | 4,98 %      |
| Investitori istituzionali   | 44,79 %     |
| Investitori privati         | 15,03 %     |

## Marchi
- Mercedes-Benz: autocarri medi e pesanti, autobus
- Freightliner: autocarri medi e pesanti, transporter
- Western Star Trucks: autocarri pesanti
- Thomas Built Buses: scuolabus
- Mitsubishi Fuso: autocarri leggeri e medi
- BharatBenz: autocarri
- Setra: autobus
- TruckStore: veicoli usati
- BusStore: autobus usati
- Fleetboard: telematica

## Sedi Daimler Truck
Le 24 sedi mondiali Daimler Truck sono in Germania (5), Turchia, Francia, Portogallo, USA (7) e Messico (2), Brasile (2), Giappone (4), Sudafrica e India.

### Mercedes-Benz-Werk Wörth
A Wörth am Rhein giace il sito più grande di montaggio veicoli con 2.463.186 m² di superficie e coperti 544.729 m². Produce 470 veicoli al giorno (luglio 2018). 10.326 dipendenti. Vengono costruiti i seguenti veicoli: Actros, Arocs, Atego, Antos, Econic, Unimog, Zetros.
Il sito è attivo dal 1963.

### Mercedes-Benz-Werk Mannheim
A Mannheim vengono costruiti i motori Diesel e assali. Oltre al montaggio di alcuni veicoli leggeri.

### Mercedes-Benz-Werk Gaggenau

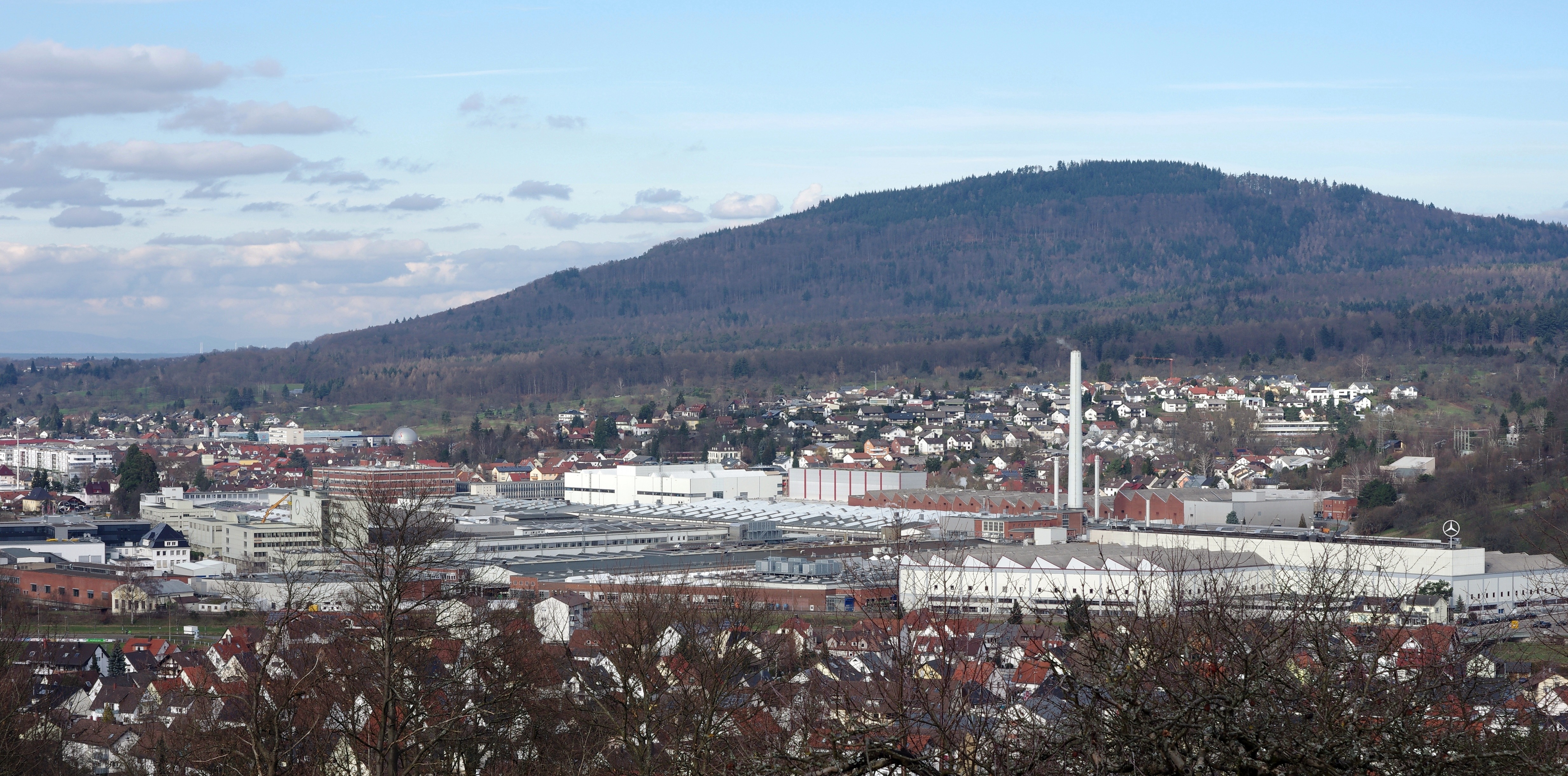
Mercedes-Benz-Werk Gaggenau

A Gaggenau vengono prodotte le trasmissioni. Anche per autoveicoli Mercedes-Benz.
Il sito è quello della storica azienda nata nel 1894 Bergmann Industriewerk.

### Mercedes-Benz-Werk Kassel
A Kassel dal 1970 lavorano circa 3.000 persone per costruire assali. Il sito è lo storico della Henschel & Sohn, acquisito dalla Daimler-Benz attraverso la Hanomag-Henschel.

### Daimler Truck North America
- Cleveland Truck Manufacturing Plant, Cleveland (North Carolina), USA
- Gastonia Parts Manufacturing Plant, Gastonia (North Carolina), USA
- Thomas Built Buses Manufacturing Plant, High Point (North Carolina), USA
- Mount Holly Truck Manufacturing Plant, Mount Holly (North Carolina)
- Portland Truck Manufacturing Plant, Portland (Oregon), USA
- Detroit Diesel Redford Plant, Detroit (Michigan), USA
- Freightliner Custom Chassis Corporation Manufacturing Plant, Gaffney (South Carolina), USA
- Santiago Tianguistenco (Mexiko)
- Saltillo (Mexiko)

### Mercedes-Benz in Argentina
- González Catán

### Mercedes-Benz in Brasile
- São Bernardo do Campo
- Juiz de Fora

### Daimler Truck in Russia
- Nabereschnyje Tschelny: 15% della KAMAZ.
- CKD Joint Venture Daimler Kamaz RUS (DK RUS).

### Daimler Truck in Cina
Joint Venture Beijing Foton Daimler Automotive con Beiqi Foton Motor.

### Daimler Truck Asia
- Kawasaki Plant (Kanagawa/Japan)
- Nakatsu Plant (Kanagawa/Japan)
- Mitsubishi Fuso Bus Manufacturing, Fuchu (Toyama/Japan)
- Oragadam Lkw, Daimler India Commercial Vehicles, BharatBenz

### Daimler Truck in Turchia
- Aksaray